# Holane
Die Holane sind zwei isolierte Nunatakker im ostantarktischen Königin-Maud-Land. Sie ragen rund 30 km westlich des nördlichen Ausläufers der Sverdrupfjella auf.
Norwegische Kartographen, die sie auch benannten, kartierten sie anhand geodätischer Vermessungen und Luftaufnahmen der Norwegisch-Britisch-Schwedischen Antarktisexpedition (1949–1952) und Luftaufnahmen der Dritten Norwegischen Antarktisexpedition (1956–1960).